# Île Ángel de la Guarda
L'île Ángel de la Guarda est une des îles mexicaines situées dans le golfe de Californie à 12,4 km au large des côtes de la Basse-Californie mais faisant partie toutefois de la municipalité de Mexicali localisée à 386 km au nord.

## Géographie
L'île est située dans la partie septentrionale du golfe de Californie, légèrement plus au nord que l'île Tiburón. Elle est séparée de la péninsule de Basse-Californie par le canal de Ballenas large d'environ 12,4 à 20 km. L'île fait environ 75 km de longueur et 21 km de largeur maximales pour 931 km2 de superficie totale soit la deuxième plus grande île du Mexique.
L'île Ángel de la Guarda qui est extrêmement aride est inhabitée et abrite un parc naturel national.

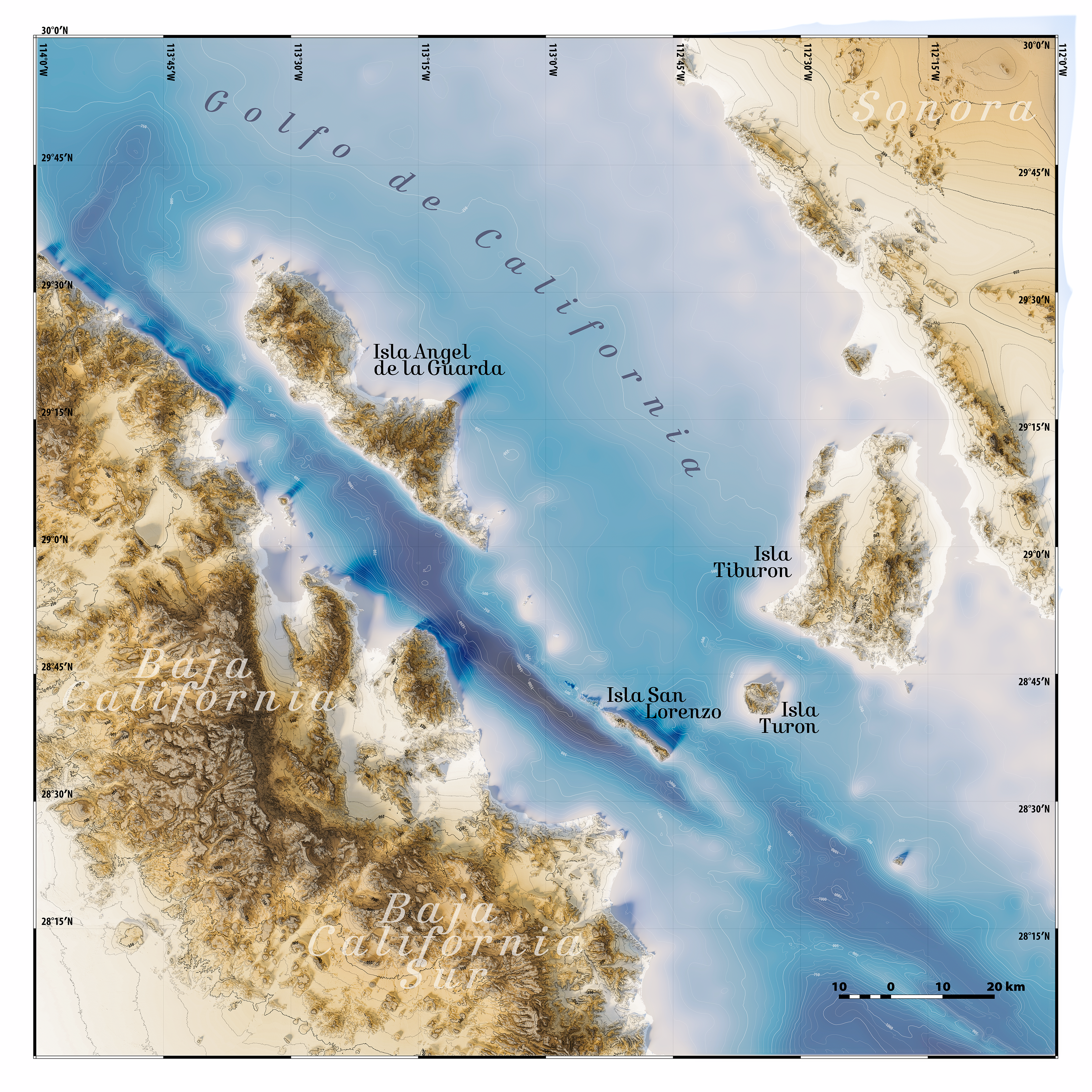
Carte topographique de la Isla Ángel de la Guarda

## Histoire
En 2005, l'île a été classée avec 244 autres au Patrimoine mondial de l'humanité par l'UNESCO comme Îles et aires protégées du Golfe de Californie.